# Oyochrysa sanguinea
Oyochrysa sanguinea är en insektsart som beskrevs av Brooks 1985. Oyochrysa sanguinea ingår i släktet Oyochrysa och familjen guldögonsländor. Inga underarter finns listade i Catalogue of Life.